# Carol Douglas
Carol Douglas (* 7. April 1948 als Carol Strickland in Brooklyn, New York) ist eine US-amerikanische Soul- und Disco-Sängerin. Sie wurde insbesondere durch den Disco-Klassiker Doctor’s Orders bekannt.

## Karriere
Carol Douglas war in den frühen 1970ern Mitglied der Chantels, bevor sie 1974 ihre Solokarriere begann. Ihr gelang mit Doctor’s Orders 1975 auf Anhieb der Durchbruch im Musikgeschäft. Der Song wurde im Original nur wenige Monate zuvor von der Sängerin Sunny aufgenommen. Diese Fassung hatte Platz 7 in Großbritannien erreicht. Douglas erreichte Platz 11 in den USA, aber auch den 1. Rang der Disco- sowie den 9. in den R&B-Charts. Die Aufnahme wird zu den frühesten Disco-Songs überhaupt gezählt und verkaufte sich über eine Million Mal.
In den Pop-Charts blieb Douglas ein One-Hit-Wonder, in den Disco-Hitlisten verbuchte die Sängerin weitere Erfolge. Dort gelangen ihr unter anderem mit Headline News, A Hurricane Is Coming Tonite (1975), Midnight Love Affair (1976, ebenfalls Platz 1), I Wanna Stay With You (1977) und Burnin’ (1978) weitere Hits. Ebenfalls populär waren ihre Cover von ABBAs Dancing Queen (1977) und Bee Gees’ Night Fever (1978). Das nachlassende Interesse an der Disco-Musik Anfang der 1980er Jahre ließ auch Douglas’ Ruhm als Sängerin langsam schwinden.
Wie unzählige Aufnahmen anderer Disco-Künstler der 1970er Jahre wurde auch Douglas immer wieder gesampelt. So übernahm unter anderem der Rapper Nas Teile des Songs We Do It (1977) für Remember the Times (2004).
Carol Douglas ist eine Cousine von Sam Cooke.

## Diskografie

### Studioalben
| Jahr | Titel                | Höchstplatzierung, Gesamtwochen, AuszeichnungChartplatzierungen (Jahr, Titel, Platzierungen, Wochen, Auszeichnungen, Anmerkungen) | Höchstplatzierung, Gesamtwochen, AuszeichnungChartplatzierungen (Jahr, Titel, Platzierungen, Wochen, Auszeichnungen, Anmerkungen) | Höchstplatzierung, Gesamtwochen, AuszeichnungChartplatzierungen (Jahr, Titel, Platzierungen, Wochen, Auszeichnungen, Anmerkungen) | Anmerkungen                |
| Jahr | Titel                | DE | UK | US | Anmerkungen                |
| ---- | -------------------- | --- | --- | --- | -------------------------- |
| 1975 | The Album            | — | — | US177 (3 Wo.)US | Erstveröffentlichung: 1975 |
| 1976 | Midnight Love Affair | — | — | US188 (6 Wo.)US | Erstveröffentlichung: 1976 |
| 1977 | Full Bloom           | — | — | US139 (10 Wo.)US | Erstveröffentlichung: 1977 |

Weitere Alben
- 1978: Burnin’
- 1979: Come into My Life
- 1980: The Best of
- 1981: Satin and Smoke: The Best of
- 1983: Love Zone
- 1989: Greatest Hits
- 1995: Doctor’s Orders: The Best of
- 1999: Disco Queen: Greatest Hits
- 2011: Hits Anthology

### Singles
| Jahr | Titel Album                            | Höchstplatzierung, Gesamtwochen, AuszeichnungChartplatzierungen (Jahr, Titel, Album, Platzierungen, Wochen, Auszeichnungen, Anmerkungen) | Höchstplatzierung, Gesamtwochen, AuszeichnungChartplatzierungen (Jahr, Titel, Album, Platzierungen, Wochen, Auszeichnungen, Anmerkungen) | Höchstplatzierung, Gesamtwochen, AuszeichnungChartplatzierungen (Jahr, Titel, Album, Platzierungen, Wochen, Auszeichnungen, Anmerkungen) | Anmerkungen                         |
| Jahr | Titel Album                            | DE | UK | US | Anmerkungen                         |
| ---- | -------------------------------------- | --- | --- | --- | ----------------------------------- |
| 1974 | Doctor’s Orders The Album              | DE37 (1 Wo.)DE | — | US11 (16 Wo.)US | Erstveröffentlichung: November 1974 |
| 1975 | A Hurricane Is Coming Tonite The Album | — | — | US81 (2 Wo.)US | Erstveröffentlichung: April 1975    |
| 1978 | Night Fever Burnin’                    | — | UK66 (4 Wo.)UK | — | Erstveröffentlichung: Juli 1978     |

## Auszeichnungen für Musikverkäufe
| Goldene Schallplatte - Kanada - 1979: für die Single Burnin’ |

| Land/RegionAuszeichnungen für Musikverkäufe (Land/Region, Auszeichnungen, Verkäufe, Quellen) | Gold  | Platin | Verkäufe | Quellen         |
| -------------------------------------------------------------------------------------------- | ----- | ------ | -------- | --------------- |
| Kanada (MC)                                                                                  | Gold1 | —      | 75.000   | musiccanada.com |
| Insgesamt                                                                                    | Gold1 | —      |          |                 |